# Microdochium bolleyi
Microdochium bolleyi (R. Sprague) de Hoog & Herm.-Nijh – gatunek grzybów należący do klasy Sordariomycetes. Jest jednym z patogenów wywołujących chorobę o nazwie antraknoza traw.

## Systematyka i nazewnictwo
Pozycja w klasyfikacji według Index Fungorum: Microdochium, Amphisphaeriaceae, Amphisphaeriales, Xylariomycetidae, Sordariomycetes, Pezizomycotina, Ascomycota, Fungi.
Po raz pierwszy zdiagnozował go w 1948 r. Roderick Sprague, nadając mu nazwę Gloeosporium bolleyi. Obecną, uznaną przez Index Fungorum nazwę nadali mu Gert Sybren de Hoog i Herm.-Nijh w 19877 r.
Synonimy:
- Aureobasidium bolleyi (R. Sprague) Arx 1957
- Gloeosporium bolleyi R. Sprague 1948
- Idriella bolleyi (R. Sprague) Arx 1981[3]

## Morfologia
Kolonie osiągają średnicę 32–38 mm w ciągu 7 dni, są gładkie, o niewyraźnym brzegu. Uwalniają do agaru pomarańczowy pigment, później często stają się ciemnobrązowe z powodu tworzenia się chlamydospor. Rewert początkowo różowy, potem szarobrązowy. Brak wysięku lub zapachu. Zanurzone strzępki gładkie, cienkościenne, o szerokości 0,7–1,5 µm, tworzące zwartą grzybnię, pomieszaną z szerszymi (około 3 µm) strzępkami. Brak strzępek powietrznych. Aparat konidialny składa się z szerokich strzępek, które stają się lokalnie silnie podzielone i tworzą skupiska komórek konidiotwórczych znajdujących się bezpośrednio na strzępkach lub na bocznych gałęziach złożonych z 1–2 kulistych komórek. Komórki konidiotwórcze szkliste, cienkościenne, interkalarne, cylindryczne, każda z jednym locus płodnym, częściej wolne, w tym przypadku kuliste lub półkuliste, o wymiarach 2–4,5 × 2–3,5 µm, spiczaste. Konidia powstają sympodialnie. Są jednokomórkowe, szkliste, gładkie, cienkościenne, w kształcie półksiężyca, 5,5–8,5 × 1,6–2,2 µm. W starych kulturach szersze strzępki są częściowo przekształcane w łańcuchy lub skupiska brązowych, nabrzmiałych, grubościennych chlamydospor o szerokości około 6–9 µm.